# 判断占星術
判断占星術（はんだんせんせいじゅつ）とは、天体の運行と地球から見た関係を算定することによって、未来を予言するとされた技術のことである。この語は、特に中世からルネサンス期のヨーロッパで、「科学的な」占星術を、他の占星術と区別するために用いられた。当時、カトリック教会は占星術を異端として禁止していたが、占星医学や気象占星術などは、自然科学の一種と捉えられていたからである。現代では、占星術全般が疑似科学に分類されているため、こうした区分も廃れてしまっている。

## かつての区分
中世における「科学的な」占星術は、主として、罹患者の診断と処方を対象とするものであった（占星医学）。この付随的な用法に、未来の気象パターンの決定に、占星術を用いるというものがあった。ここではアリストテレス / プトレマイオス的な宇宙観（天動説）に基礎が置かれ、諸天体の様々なエレメントの放出が、月より内側の世界に変化を惹き起こすと考えられた。

## 近現代の判定占星術と懐疑論
現代では、判断占星術の区分は廃れている。自然科学の発達に伴い、判定占星術は、医療や気象の最優先の判断ツールではなくなったからである。現代まで、占星術的な星々の影響を説明しうる因果関係のメカニズムは確認されておらず、占星術そのものが自然科学の一部ではなくなっている。